# Памятник Ивану Франко (Северодонецк)
Па́мятник Ива́ну Франко́ (укр.  Пам'ятник Івану Франку) — монумент воздвигнутый в честь украинского писателя, учёного и публициста Ивана Франко в городе Северодонецк Луганской области Украины.
Монумент И. Франко для Северодонецка был изготовлен на Мытищинском заводе художественного литья и установлен в 1956 году, в годовщину 100-летия со дня рождения поэта у Клуба химиков (в нынешнее время северодонецкий городской драматический театр).
Установлен памятник в сквере, где любят проводить время местные жители и гости города. Бюст возвышается на гранитном постаменте, на котором значится надпись: «Иван Франко 1856—1916». Вокруг памятника высажены ели и березы, территория вокруг памятника выложена бетонной плиткой и бордюром.

## Описание
Формы архитектурной площадки подчеркивают строгость самого памятника. Задумчивое выражение лица, как говорил о нём Коцюбинский, «сильная упрямая натура, которая целой вышла из житейского боя».
Портрет человека своей эпохи. Это проявляется и в одежде, прическе. Хотя и одета рубашка — вышиванка, но под пиджак, как в то время одевалась украинская интеллигенция.
В портрете выражены скромность и духовная мощность пламенного борца, мягкость и утонченность, его талант и взволнованная душа, сомнение и надежда. Стремление к заострению индивидуальной характеристики портретируемого сочетается со стремлением поднять, возвысить образ. В тонко проработанном лице отразились характерные приметы времени, несущего с собой активные, олицетворяющие действенную силу истории, — на другом — сострадательная чуткость. Уравновешенная спокойная готовность к принятию жизненных испытаний. Особая духовная устремленность поэта переданы удачно, но динамичный порыв, энергия выражены не явно: порыв и смятение.
Памятник хорошо вписался в старую часть города Северодонецка, в зелень сквера, но воспринимается во многом контрастно к архитектуре здания театра. Формы архитектурной площадки подчеркивают строгость самого памятника.